# Brouzet-lès-Alès
Brouzet-lès-Alès là một xã trong tỉnh Gard thuộc vùng Occitanie, phía nam nước Pháp. Xã Brouzet-lès-Alès nằm ở khu vực có độ cao trung bình 235 mét trên mực nước biển.